# Coppa del Re 1987 (hockey su pista)
La Coppa del Re 1987 è stata la 44ª edizione della principale coppa nazionale spagnola di hockey su pista. La fase finale della competizione ha avuto luogo dal 17 maggio e si è conclusa il 21 giugno 1987.
Il trofeo è stato conquistato dal Barcellona per l'undicesima volta nella sua storia superando in finale il Liceo La Coruña.

## Risultati

### Semifinali
| Squadra 1 | Totale  | Squadra 2       | Andata | Ritorno |
| --------- | ------- | --------------- | ------ | ------- |
| Noia      | 10 - 16 | Liceo La Coruña | 9 - 6  | 1 - 10  |
| Piera     | 7 - 17  | Barcellona      | 3 - 10 | 4 - 7   |

### Finale
| Squadra 1  | Totale | Squadra 2       | Andata | Ritorno |
| ---------- | ------ | --------------- | ------ | ------- |
| Barcellona | 18 - 9 | Liceo La Coruña | 12 - 3 | 6 - 6   |

| Barcellona 7 giugno 1987 Finale di andata | Barcellona | 12 – 3 | Liceo La Coruña | Palau Blaugrana |

| La Coruña 21 giugno 1987 Finale di ritorno | Liceo La Coruña | 6 – 6 | Barcellona | Pazo dos Deportes de Riazor |